# Euproctis diselena
Euproctis diselena är en fjärilsart som beskrevs av Collenette 1932. Euproctis diselena ingår i släktet Euproctis och familjen tofsspinnare. Inga underarter finns listade i Catalogue of Life.